# جيوفري داير
جيوفري داير (بالإنجليزية: Geoffrey Dyer)‏ (مواليد 1947 في مدينة هوبارت - توفي 8 أكتوبر 2020 في مدينة هوبارت)، هو فنان رسام أسترالي، فاز بجائزة أرشيبالد في عام 2003.